# Metro de Mirandela
Metro de Mirandela è il nome comunemente usato per il servizio ferroviario suburbano denominato Metropolitano Ligeiro de Mirandela. Il servizio ferroviario è svolto su quanto rimane della ferrovia del Tua a scartamento metrico e a trazione Diesel in funzione delle esigenze di trasporto della municipalità di Mirandela, nel Nord del Portogallo.

## Storia
Il "Metropolitano ligeiro de Mirandela" venne istituito con il decreto legge n. 24 dell'8 febbraio 1995; con questo si autorizzava la creazione di una società pubblica per azioni il cui unico azionista era il municipio di Mirandela.
Il servizio nasceva in seguito alle dismissioni di ferrovie che le Caminhos de Ferro Portugueses attuarono negli anni novanta.
A partire dal 28 giugno 1995 la nuova impresa iniziò l'esercizio del tratto Mirandela - Carvalhais istituendo alcune fermate, Mirandela-Piaget, Tarana, Jacques Delors e Jean Monet. Ottenuta la concessione da parte delle CP dal 21 ottobre 2001 estese il servizio al resto della ferrovia del Tua. Il 12 febbraio 2007 nei pressi della fermata di Castanheiro l'automotrice Bruxelas a causa di uno svio si capovolse provocando la morte di 3 persone. Il 22 agosto 2008 un altro incidente provocò la morte di una persona e il ferimento di 43. 
In seguito a ciò la circolazione sul Metro de Mirandela venne interrotta su tutto il tratto tra Cachao e Tua .
Il servizio metropolitano ha subito interruzioni anche a causa della precarietà dell'esercizio dovuta a motivi economici rischiando anche la chiusura definitiva.
Dal 2014 il servizio si svolge tra Carvalhais, Mirandela e Cachao ed è svolto con cadenza variabile durante l'arco della giornata iniziando da Mirandela alle ore 6:20 e terminando nella stessa stazione alle ore 18:55. Le corse subiscono limitazioni nei giorni festivi e nei giorni di sabato.
Il servizio utilizza due automotrici Diesel ex-serie 9500 delle Comboios de Portugal acquistate dalla municipalità di Mirandela.
Le automotrici fanno parte del gruppo di quattro che erano inizialmente in dotazione, provenienti dalla trasformazione di un lotto di 10 unità acquisto dalle CP nell'ex Jugoslavia, riadattate e utilizzate sulle ferrovie del Corgo e del Tua.

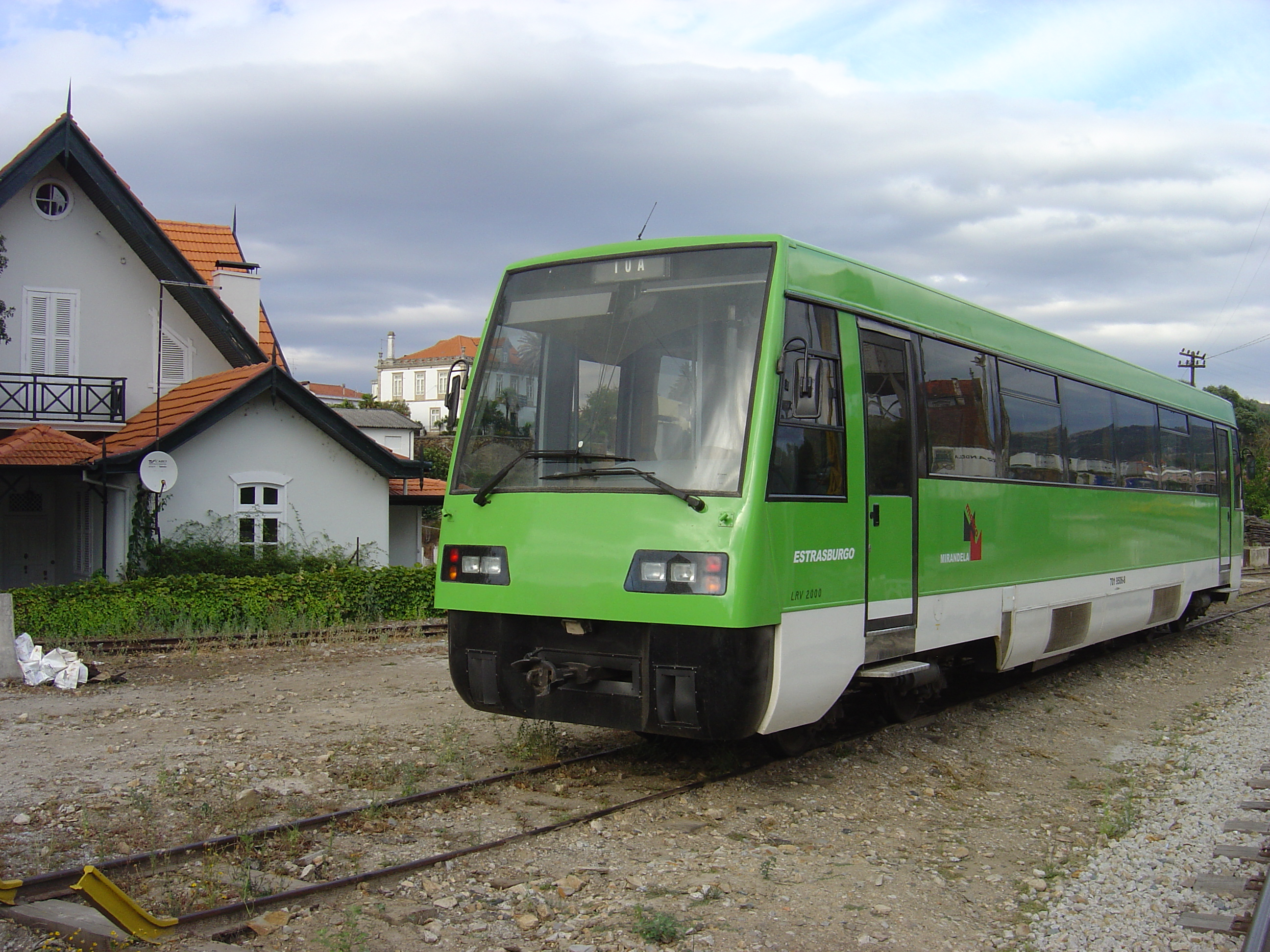
Automotrice CP 9500 in servizio sul "Metro de Mirandela"

| Unknown route-map component "uexKBHFa" |

| Unknown route-map component "uexHST" |

| Unknown route-map component "uexHST" |

| Unknown route-map component "uexBHF" |

| Unknown route-map component "uexHST" |

| Unknown route-map component "uexHST" |

| Unknown route-map component "uexBHF" |

| Unknown route-map component "uexHST" |

| Unknown route-map component "uexBHF" |

| Unknown route-map component "uexHST" |

| Unknown route-map component "uexBHF" |

| Urban head station, unused through track |

| Urban station on track |

| Urban stop on track |

| Urban station on track |

| Urban station on track |

| Urban stop on track |

| Urban stop on track |

| Urban stop on track |

| Urban stop on track |

| Urban End station |